# Paolo Magretti

Paolo Magretti (1887)

Paolo Magretti (Milaan, 15 december 1854 – Paderno Dugnano, 30 augustus 1913) was een Italiaans entomoloog en wielrenner.
Als wielrenner won hij in in 1876 Milaan-Turijn, als entomoloog publiceerde hij tientallen artikelen, met name over vliesvleugeligen uit tropisch Afrika.
- International Standard Name Identifier: 0000 0003 9003 0504
- Nederlandse Thesaurus van Auteursnamen: 165415231
- Istituto Centrale per il Catalogo Unico: CUBV096419
- Virtual International Authority File: 283597953
- WorldCat: E39PBJwmTB33P698FDTMrg9JjC